# Гері Талпас
Гері Талпас — американський артдиректор і фотограф. Талпас працював дизайнером та артдиректором Nine Inch Nails на Pretty Hate Machine, Head Like a Hole, The Downward Spiral і Further Down the Spiral. Талпас також працював над Smells Like Children Меріліна Менсона.